# The Promise (2005)
The Promise (vereenvoudigd Chinees: 无极; traditioneel Chinees: 	無極; pinyin: wújí) is een Chinese is een fantasyfilm uit 2005, geregisseerd door Chen Kaige. De film is losjes gebaseerd op het wuxia-romantiekverhaal Kunlun Nu,  geschreven door Pei Xing in de negende eeuw tijdens de Tang-dynastie.

## Verhaal
Tussen het puin van een veldslag zoekt een kind iets om zich aan te kleden en te eten. Uit het niets wordt ze door een ander gepantserd kind in de val gelokt en gechanteerd. Ze slaagt erin om er vanaf te komen, maar tijdens haar vlucht verliest ze haar kostbare buit. Een godin verschijnt dan en herstelt haar eigendom; in ruil daarvoor eist ze echter een cruciale keuze van het jonge meisje.

## Rolverdeling
- Jang Dong-gun als Kunlun
- Hiroyuki Sanada als Generaal Guangming
- Cecilia Cheung als Qingcheng
- Guan Xiaotong als jonge Qingcheng
- Nicholas Tse als Duke Wuhuan
- Shi Lei als jonge Wuhuan
- Liu Ye als Snow Wolf
- Chen Hong als Manshen

## Prijzen en nominaties
De belangrijkste:
| Jaar | Prijs                | Categorie                              | Genomineerde(n)                        | Uitslag     |
| ---- | -------------------- | -------------------------------------- | -------------------------------------- | ----------- |
| 2006 | Golden Globe         | Beste niet-Engelstalige film           | Beste niet-Engelstalige film           | Genomineerd |
| 2006 | Golden Trailer Award | Beste buitenlandse romantische trailer | Beste buitenlandse romantische trailer | Genomineerd |